# ملیندا سوردینو
ملیندا «مل» سوردینو (انگلیسی: Melinda "Mel" Sordino؛ متولد ۱۸ فوریه) شخصیت اصلی و راوی رمان «حرف بزن» اثر لوری هالس اندرسون در سال ۱۹۹۹ است. نام خانوادگی او، سوردینو، یک کلمه ایتالیایی است که می‌توان آن را «ناشنوا» ترجمه کرد. مشکلات این شخصیت بر اساس تجربیات خود اندرسون بود. او یک تابستان قبل از شروع دبیرستان مورد تجاوز قرار گرفت.